# Lonschnik
Lonschnik, polnisch Łącznik (1936–1945: Wiesengrund O.S.) ist eine Ortschaft in der Gemeinde Zülz (Biała) im Powiat Prudnicki (Kreis Neustadt O.S.) in der polnischen Woiwodschaft Oppeln.

## Geographie

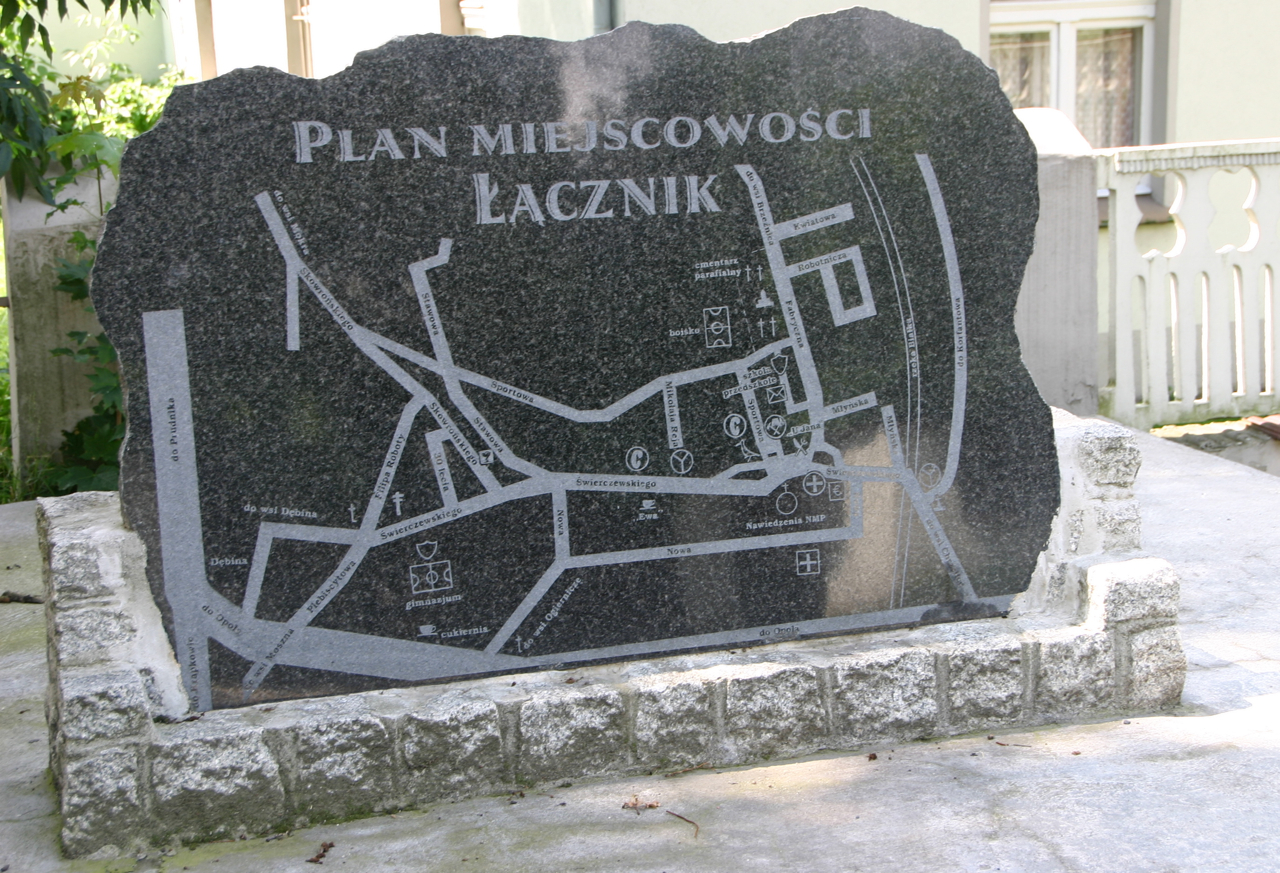
Stadtplan von Lonschnik

### Geographische Lage
Das Angerdorf Lonschnik liegt im Süden der historischen Region Oberschlesien. Der Ort liegt etwa 8 Kilometer nordöstlich des Gemeindesitzes Zülz, etwa 18 Kilometer nordöstlich der Kreisstadt Prudnik und etwa 25 Kilometer südwestlich der Woiwodschaftshauptstadt Opole.
Lonschnik liegt in der Nizina Śląska (Schlesische Tiefebene) innerhalb der Kotlina Raciborska (Ratiborer Becken) in zur Równina Niemodlińska (Falkenberger Ebene). Durch Lonschnik führen die Woiwodschaftsstraßen Droga wojewódzka 407 sowie Droga wojewódzka 414. Durch den Ort fließt das Zülzer Wasser (poln. Biała).

### Nachbarorte
Nachbarorte von Lonschnik sind im Nordwesten Pogosch (Pogórze), im Norden Schelitz (Chrzelice), im Osten Legelsdorf (Ogiernicze), im Südosten Dambine (Dębina) sowie im Südwesten Mokrau (Mokra) und im Südwesten die Stadt Zülz.

## Geschichte

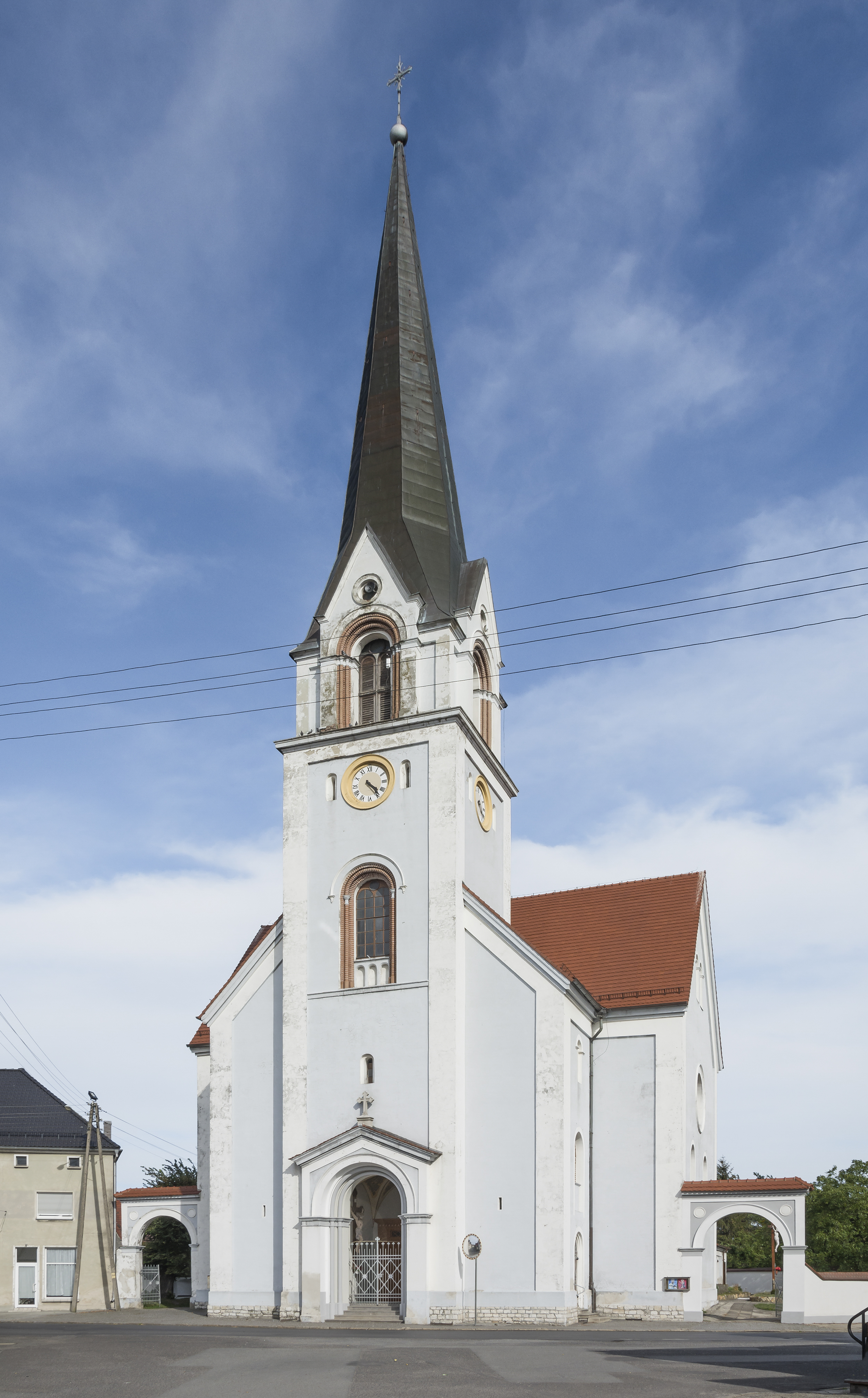
Die Pfarrkirche Maria Heimsuchung

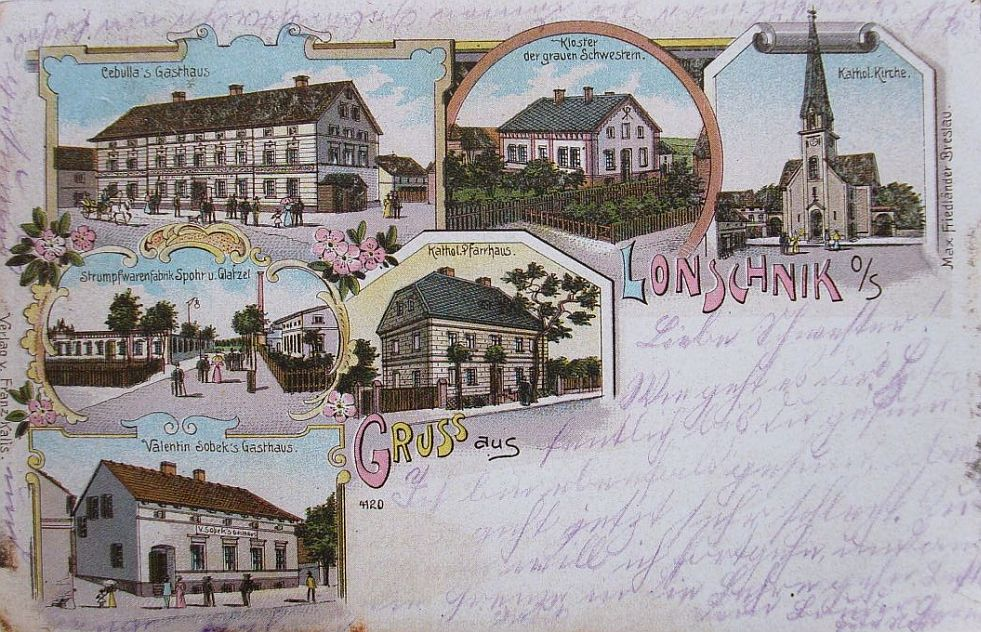
Lithographische Postkarte von ca. 1896

Die Gründung des Dorfes Lonschnik erfolgte wohl gegen Ende des 13. Jahrhunderts an der Kreuzung der Straßen Oppeln–Neustadt und Neisse–Krappitz. Eine Parochie Lonschnik wurde 1335 erwähnt und wahrscheinlich von den Grafen von Proskau gestiftet. Das Dorf entwickelte sich ursprünglich als Angerdorf um die Kirche, dehnte sich später aber unregelmäßig als Straßendorf aus. 1337 wurde das Dorf als Lausinicz erwähnt, 1534 als Luntznickh.
An die Stelle der alten Pfarrkirche St. Marien, die 1718 abgerissen wurde, trat 1723 ein neuer Barockbau. Nach dem Ersten Schlesischen Krieg 1742 gelangte Lonschnik mit dem größten Teil Schlesiens an Preußen. Im Jahre 1784 wurde 2 Kilometer südöstlich des Dorfes die Kolonie Dambine (Dębina) als Weiler Lonschniks gegründet. Damals wurden für Lonschnik die Namensformen Lontschniz, Locznik und Longeznick angegeben.
Nach der Neuorganisation der Provinz Schlesien gehörte Lonschnik ab 1816 zum Landkreis Neustadt O.S. im Regierungsbezirk Oppeln. 1845 zählte der Ort eine katholische Pfarrkirche, eine katholische Schule, eine Erbscholtisei sowie weitere 77 Häuser. Im gleichen Jahr lebten in Lonschnik, damals noch als Lontschnig erwähnt, 816 Menschen, davon sieben evangelisch. 1855 lebten 846 in Lonschnik. 1865 bestanden im Ort 15 Bauern-, 21 Gärtnerstellen und 45 Häuslerstellen sowie eine Mühle und eine Färberei. Die katholische zweiklassige Schule wurde im gleichen Jahr von 337 Schülern besucht. Ein evangelischer Friedhof entstand 1870 durch Abtrennung eines Teiles des katholischen Friedhofs. 1874 wurde der Amtsbezirk Chrzelitz I gegründet, welcher aus den Landgemeinden Brzesnitz, Chrzelitz, Legelsdorf, Loncznik und Pogorz und die Gutsbezirke Brzesnitz Vorwerk, Fronzke und Chrzelitz bestand. 1885 zählte Lonschnik 1060 Einwohner. 1896 erhielt Lonschnik Anschluss an die Bahnlinie der Neustadt-Gogoliner Eisenbahn-Gesellschaft. Der Bahnhof Lonschnik befand sich in der Ansiedlung Dambine.
Bei der Volksabstimmung in Oberschlesien am 20. März 1921 stimmten in Lonschnik 846 Personen (92,2 %) für den Verbleib bei Deutschland und 75 für die Angliederung an Polen. Lonschnik verblieb wie der gesamte Stimmkreis Neustadt beim Deutschen Reich. 1933 lebten im Ort 1191 Menschen. Ab 1933 führten die neuen nationalsozialistischen Machthaber groß angelegte Umbenennungen von Ortsnamen slawischen Ursprungs durch. 1936 wurde Lonschnik in Wiesengrund O.S. umbenannt. 1939 zählte Wiesengrund O.S. 1264 Einwohner. Bis 1945 befand sich der Ort im Landkreis Neustadt O.S.
1945 kam der bisher deutsche Ort unter polnische Verwaltung und wurde in Łącznik umbenannt und der Woiwodschaft Schlesien angeschlossen. Łącznik bildete bis 1954 eine eigenständige Gemeinde. 1950 kam der Ort zur Woiwodschaft Oppeln und seit 1999 gehört er zum Powiat Prudnicki als Teil der Gemeinde Zülz. Am 6. März 2006 wurde in der Gemeinde Zülz, der Lonschnik angehört, Deutsch als zweite Amtssprache eingeführt. Am 24. November 2008 erhielt der Ort zusätzlich den amtlichen deutschen Ortsnamen Lonschnik. 2009 zählte der Ort 1103 Einwohner.

### Einwohnerentwicklung
Die Einwohnerzahlen Lonschniks:
| Jahr | Einwohner |
| ---- | --------- |
| 1784 | 431       |
| 1830 | 650       |
| 1844 | 816       |
| 1855 | 846       |

| Jahr | Einwohner |
| ---- | --------- |
| 1861 | 879       |
| 1900 | 1234      |
| 1933 | 1191      |
| 1939 | 1264      |

## Sehenswürdigkeiten
- Die römisch-katholische Pfarrkirche Maria Heimsuchung (Kościół Nawiedzenia Najświętszej Marii Panny) wurde von 1720 bis 1723 erbaut und von 1874 bis 1877 um die Westfassade mit Querhaus und Frontturm ergänzt. Das Langhaus wird von einer Stichkappentonne überwölbt, die mit Fresken des Marienzyklus von Franz Anton Sebastini von 1761 bedeckt ist. Sie wurden erst 1922 wieder freigelegt und überarbeitet. Ebenso wurden die Rokoko-Altäre 1930 rekonstruiert. Die barocke Kanzel zeigt Jesus als Sämann.[12] Das Gebäude wurde 1948 unter Denkmalschutz gestellt.[13]
- Steinernes Wegekreuz

## Vereine
- Deutscher Freundschaftskreis
- Fußballverein Fortuna Łącznik
- Freiwillige Feuerwehr OSP Łącznik